# Ataxia
Ataxia (МФА: [eˈtæksiə]) — американская экспериментальная супергруппа.

## История
Ataxia была образована в 2004 году Джоном Фрушанте, Джо Лэлли и Джошем Клингхоффером. За две недели группа написала и записала материал, который был разделён на два альбома: Automatic Writing и AW II, первый из которых вышел в 2004 году, а второй в 2007-м, уже после распада коллектива. Все песни основаны на бас-партиях с гитарными наложениями из разных мотивов и их последующего развития. Джо Лэлли:

«Мы не думали о том, что это станет „конечным продуктом“, записью, но всё шло к этому. Нашей целью было посмотреть, насколько быстро мы смогли бы написать готовый музыкальный результат; думаю, это было очень интересное занятие для [Фрушанте и Клингхоффера]. […] Проект должен был быть лишь концертным, не подразумевая запись, и больше никто не услышал бы это снова».

Ataxia дала два концерта, оба в клубе Knitting Factory в Лос-Анджелесе, 2 и 3 февраля 2004 года. После этого группа распалась. Джош Клингхоффер продолжил работать с Фрушанте над его соло-проектом, а после ухода Джона из Red Hot Chili Peppers в 2009 году, Джош занял его место.

## Дискография
Студийные альбом
| Год  | Об альбоме                                                                   |
| ---- | ---------------------------------------------------------------------------- |
| 2004 | Automatic Writing - Дата выпуска: 10 августа 2004 - Лейбл: Record Collection |
| 2007 | AW II - Дата выпуска: 29 мая 2007 - Лейбл: Record Collection                 |

## Участники группы
- Джон Фрушанте — гитара, синтезатор, вокал
- Джо Лэлли — бас-гитара
- Джош Клингхоффер — ударные, синтезатор, вокал